# Rodrigo Mejía Saldarriaga
Rodrigo Mejía Saldarriaga (ur. 5 września 1938 w Medellín) – kolumbijski duchowny rzymskokatolicki posługujący w Etiopii, w latach 2010-2014 wikariusz apostolski Soddo.

## Życiorys
Święcenia kapłańskie przyjął 13 grudnia 1969 w zakonie jezuitów. Po święceniach wyjechał do Konga i początkowo pomagał w miejscowym duszpasterstwie, zaś po odbytych w Rzymie studiach z teologii duchowości został wykładowcą seminarium w Kimwenza oraz instytutu katolickiego w tymże mieście. W latach 1985–1994 był także wykładowcą zakonnego kolegium w Nairobi. W 1995 został przełożym wschodnioafrykańskiej prowincji jezuitów, zaś w 1998 został skierowany do Etiopii i podjął pracę w sekretariacie w Addis Abebie. Od 2001 dyrektor domu formacyjnego Galilee Centre.
5 stycznia 2007 został prekonizowany wikariuszem apostolskim Soddo-Hosanna. Sakrę biskupią otrzymał 4 marca 2007. 20 stycznia 2010, po podziale wikariatu, pozostał wikariuszem apostolskim Soddo. 12 stycznia 2014 przeszedł na emeryturę.